# Cyrtopholis major
Cyrtopholis major är en spindelart som först beskrevs av Pelegrín Franganillo Balboa 1926.  
Cyrtopholis major ingår i släktet Cyrtopholis och familjen fågelspindlar. Artens utbredningsområde är Kuba. Inga underarter finns listade i Catalogue of Life.